# Trentepohlia (Mongoma) cariniceps
Trentepohlia (Mongoma) cariniceps is een tweevleugelige uit de familie steltmuggen (Limoniidae). De soort komt voor in het Oriëntaals gebied.